# Moscow Shogi Open

Moscow Shogi Open 2014

Открытый чемпионат Москвы по сёги (англ. Moscow Shogi Open, сокращённо Moscow Open) — старейший в России традиционный турнир по сёги. Проводится с 1999 года, в январе—марте. В 2007—2018 годы проходил в стенах РГСУ (ул. Вильгельма Пика, д.4), в рамках крупного шахматного фестиваля Moscow Chess Open.
С 2019 года турнир проходит не в рамках Moscow Chess Open, а самостоятельно в Центре творчества «На Вадковском». Исключение составил 2021 год, когда соревнование проводилось в помещении технопарка «Вертикальный взлёт».

## Сопутствующие турниры
С 2013 года в программу Moscow Open добавилось двоеборье «сёги + шахматы». Победители двоеборья:
- 2013, 2014: Борис Мирник[27][28]
- 2015: Александр Русанов (Москва)[29].
- 2016, 2017: Игорь Синельников (Москва)[30][31]

C 2014 года в программу добавились блиц-турнир и мастер-классы по сёги.
В 2017 году отдельно был проведён турнир по сёги для школьников до 15 лет.
Победителем стал Николай Архипов (Москва), II место занял Сергей Векшин (Москва), III место — Данила Нафиков (Губкинский).
В 2023 году для определения победителей и призёров главного турнира были применены матчи до двух побед, а также проведен побочный турнир «Февральская вьюга». В этом турнире победителем стал Кирилл Соколов, II место занял Григорий Кржевицкий, III место — Егор Пелипенко.